# ناحیه سچنی
ناحیهٔ سچنی (به مجاری: Szécsényi járás) یک ناحیه در مجارستان است که در نوگراد واقع شده‌است. ناحیهٔ سچنی ۲۸۵٫۲۶ کیلومتر مربع مساحت و ۱۹٬۵۸۷ نفر جمعیت دارد.